# Mr. Holmes
Mr. Holmes is een Britse film uit 2015 onder regie van Bill Condon en gebaseerd op het boek A Slight Trick of the Mind van Mitch Cullin. De film ging in première op 8 februari op het Internationaal filmfestival van Berlijn (buiten competitie).

## Verhaal
Engeland in 1947, de beroemde detective Sherlock Holmes is inmiddels 93 jaar oud en woont in een landhuis in Sussex. Wanneer hij in de bioscoop een film ziet over zichzelf, merkt hij dat de meeste heroïsche verhalen verzonnen zijn. Hij droeg nooit de typische hoed en geeft de voorkeur aan sigaren boven een pijp. Sinds hij op pensioen gegaan is, leeft hij teruggetrokken en houdt hij zich bezig met zijn bijen. De enige mensen die hij rond zich duldt zijn de huishoudster Mrs. Munro en haar zoontje Roger, die hij inwijdt in de geheimen van de imkerij. Soms dwalen zijn gedachten af naar oude zaken en hij onderneemt nog één laatste grote reis en besluit om een grote barmhartige leugen te vertellen.

## Rolverdeling
| Acteur          | Personage         |
| --------------- | ----------------- |
| Ian McKellen    | Sherlock Holmes   |
| Laura Linney    | Mrs. Munro        |
| Milo Parker     | Roger             |
| Hiroyuki Sanada | Tamiki Umezaki    |
| Hattie Morahan  | Ann Kelmot        |
| Philip Davis    | Inspector Gilbert |